# Antonio Mura (Bischof)

Wappen von Antonio Mura

Antonio Mura (* 28. Dezember 1952 in Bortigali, Provinz Nuoro, Italien) ist ein italienischer Geistlicher und römisch-katholischer Bischof von Nuoro und Lanusei.

## Leben
Antonio Mura empfing am 1. August 1979 das Sakrament der Priesterweihe für das Bistum Alghero-Bosa.
Am 31. Januar 2014 ernannte ihn Papst Franziskus zum Bischof von Lanusei. Der Substitut des Staatssekretariats, Kurienerzbischof Giovanni Angelo Becciu, spendete ihm am 25. März desselben Jahres die Bischofsweihe; Mitkonsekratoren waren der Bischof von Alghero-Bosa, Mauro Maria Morfino SDB, und der Erzbischof von Cagliari, Arrigo Miglio. Die Amtseinführung fand am 27. April 2014 statt.
Papst Franziskus ernannte ihn am 2. Juli 2019 zum Bischof von Nuoro. Das Bistum Lanusei verwaltete er weiter als Apostolischer Administrator. Die Amtseinführung im Bistum Nuoro fand am 15. September desselben Jahres statt.
Am 9. April 2020 ernannte ihn Papst Franziskus erneut zum Bischof von Lanusei und vereinigte damit die Bistümer Nuoro und Lanusei in persona episcopi.